# Äkäsjokisuu
Äkäsjokisuu (auch Äkäsjoensuu) ist ein finnisches Dorf in der Region Lappland nahe der schwedischen Grenze. Das Dorf gehört zur Gemeinde Kolari und liegt auf beiden Seiten des Äkäsjoki, der in den Muonionjoki mündet.

## Geschichte
Die Mitte der 1960er Jahre im Dorf errichtete Zementfabrik Partek stellte 1989 ihren Betrieb ein. In ihrer Blütezeit beschäftigte die Zementfabrik fast 200 Mitarbeiter. Das Dorf hatte unter anderem eine eigene Schule und drei Banken. Äkäsjokisuu bildete bei der Volkszählung 1980 eine Agglomeration (finnisch Taajama, schwedisch Tätort).
Heute hat das Dorf weniger als zweihundert Einwohner.

## Bahnhof Äkäsjoki
Der am 1. September 1967 eröffnete im Dorf gelegene Bahnhof Äkäsjoki an der Bahnstrecke Tornio–Rautuvaara war zwischen 1967 und 1973 der nördlichste Verkehrsknotenpunkt des finnischen Eisenbahnnetzes. Er wurde nur im Güterverkehr bedient. Im Personenverkehr wurde er lediglich durch Sonder- und Museumszüge angefahren. Nach der Betriebseinstellung des Zementwerkes fiel die Geschäftsgrundlage des Bahnhofes weg, die offizielle Betriebseinstellung erfolgte am 9. Januar 2005. Im Jahr 2020 wurde mit dem Abbau des Streckenabschnittes Niesa–Äkäsjoki begonnen.